# Toro (gryzoń)
Toro (Isothrix) – rodzaj ssaków z podrodziny kolczaków (Echimyinae) w obrębie rodziny kolczakowatych (Echimyidae).

## Zasięg występowania
Rodzaj obejmuje gatunki występujące w Ekwadorze, Kolumbii, Wenezueli, Gujanie Francuskiej, Surinamie, Gujanie, Brazylii i Peru.

## Morfologia
Długość ciała (bez ogona) 170–292 mm, długość ogona 168–271 mm; masa ciała 300–530 g.

## Systematyka
Rodzaj zdefiniował w 1845 roku niemiecki paleontolog i zoolog Johann Andreas Wagner w artykule zatytułowanym Diagnozy niektórych nowych gatunków gryzoni i nietoperzy, opublikowanym w czasopiśmie „Archiv für Naturgeschichte”. Wagner wymienił trzy gatunki – Isothrix bistriata J.A. Wagner, 1845, Isothrix pagurus J.A. Wagner, 1845 i Isothrix pachyura J.A. Wagner, 1845 – nie wskazując gatunku typowego; gatunkiem typowym jest (późniejsze oznaczenie) Isothrix bistriata J.A. Wagner, 1845 (toro żółtociemieniowy). 

### Etymologia
- Isothrix: gr. ισος isos ‘równy, podobny’; θριξ thrix, τριχος trikhos ‘włosy’[9].
- Lasiuromys: gr. λασιος lasios ‘włochaty, kudłaty’; ουρα oura ‘ogon’; μυς mus, μυος muos ‘mysz’[10]. Gatunek typowy (oznaczenie monotypowe): Lasiuromys villosus Deville, 1852 (= Isothrix bistriata J.A. Wagner, 1845).

### Podział systematyczny
Do rodzaju należą następujące gatunki:
| Grafika | Gatunek                 | Autor i rok opisu                           | Nazwa zwyczajowa      | Podgatunki         | Rozmieszczenie geograficzne | Podstawowe wymiary                              | Status IUCN |
| ------- | ----------------------- | ------------------------------------------- | --------------------- | ------------------ | --- | ----------------------------------------------- | ----------- |
|         | Isothrix barbarabrownae | B.D. Patterson & Velazco, 2006              | toro barwnoogonowy    | gatunek monotypowy | endemit Peru: strefa kulturalna w Parku Narodowym Manú; zakres wysokości: około 1850 m n.p.m. | DC: brak danych DO: brak danych MC: brak danych | DD          |
|         | Isothrix orinoci        | O. Thomas, 1899                             | toro orinocki         | gatunek monotypowy | górne biegi rzek Orinoko i Casiquiare od skrajnie wschodniej Kolumbii i południowej Wenezueli; zakres wysokości: 100–1600 m n.p.m.                                                                                      | DC: 21–26 cm DO: 16,8–28 cm MC: brak danych     | DD          |
|         | Isothrix negrensis      | O. Thomas, 1920                             | toro nadrzeczny       | gatunek monotypowy | wschodnia Kolumbia i północno-zachodnia Brazylia przez obszar dorzecza rzeki Rio Negro, na południe od rzeki Amazonka od dolnego biegu rzeki Juruá na wschód do pobliża rzeki Madeira; zakres wysokości: 0–200 m n.p.m. | DC: 20–29 cm DO: 18,2–27 cm MC: brak danych     | LC          |
|         | Isothrix bistriata      | J.A. Wagner, 1845                           | toro żółtociemieniowy | gatunek monotypowy | zachodnia część Niziny Amazonki we wschodniej Ekwadorze, wschodnim Peru, zachodniej Brazylii i północnej Boliwii; prawdopodobnie północno-wschodnia Kolumbia; zakres wysokości: 100–250 m n.p.m.                        | DC: 21–27 cm DO: 21–27 cm MC: 300–530 g         | LC          |
|         | Isothrix pagurus        | J.A. Wagner, 1845                           | toro gładki           | gatunek monotypowy | endemit Brazylii: od lewego brzegu dolnego biegu rzeki Rio Negro do ujścia rzeki Pitinga i od dolengo biegu rzeki Madeira do dlonego biegu rzeki Tapajós; zakres wysokości: 0–115 m n.p.m.                              | DC: 17–23 cm DO: 17–23 cm MC: brak danych       | LC          |
|         | Isothrix sinnamariensis | Vié, Volobouev, J.L. Patton & Granjon, 1996 | toro szczotkoogonowy  | gatunek monotypowy | Gujana Francuska na południowy zachód do południowego Surinamu i Gujany; zakres wysokości: 0–270 m n.p.m. | DC: – cm DO: – cm MC: – g                       | LC          |

Kategorie IUCN:  LC  – gatunek najmniejszej troski,  DD  – gatunki o nieokreślonym stopniu zagrożenia.